# کونتسالو
شهر کونتسالو (به آلمانی: Künzelsau) در ایالت بادن-وورتمبرگ در کشور آلمان واقع شده‌است.